# Prefectura de Tánger-Arcila
La prefectura de Tánger-Arcila (provincia de Tánger) (en árabe: طنجة - أصيلة‎) es una de las prefecturas de Marruecos, parte de la región Tánger-Tetuán-Alhucemas. Tiene una superficie de 870 km² y 811.000 habitantes. Limita al norte con las aguas del estrecho de Gibraltar.

## División administrativa
La prefectura de Tánger-Arcila consta de cuatro barrios (arrondissement) de Tánger, un municipio y ocho comunas:

### Barrios
- Beni Macada
- Charf-Mghoga
- Charf-Suani
- Tánger-Medina

### Municipios
- Arcila
- Gueznaya
- Tánger

### Comunas
- Menizla
- Briex
- Zinat
- Buhalal
- Had de la Garbía
- Dar Chauí
- Jalúa
- Sahel Chamali
- Sidi Lyamani